# 2017年最高裁判所裁判官国民審査
2017年最高裁判所裁判官国民審査（2017ねん さいこうさいばんしょ さいばんかん こくみんしんさ）は、2017年（平成29年）10月22日に第48回衆議院議員総選挙と共に執行された最高裁判所裁判官国民審査。

## 概要
7人の最高裁判所裁判官に対して国民審査が行われ、全員罷免しないとされた
。投票率は53.34%（前回審査と比べて+2.44%）。
前回の国民審査まで、期日前投票制度や不在者投票制度では衆議院総選挙の期日前投票は公示日の翌日から可能であるのに対して、国民審査の期日前投票は投票日の7日前からとされており、衆議院総選挙は公職選挙法第31条により投票日より12日以上前に公示することが定められているため、少なくとも4日間のタイムラグが生じることになっていた。2016年12月に最高裁判所裁判官国民審査法が改正され（2017年1月1日施行）、今回の国民審査からは衆議院総選挙と同じく公示日の翌日から期日前投票や不在者投票ができるようになった。
18歳選挙権が認められた初めての国民審査であり、初めて18歳・19歳に国民審査権が付与された。
この国民審査で、在外日本人に国民審査権がないのは違法・違憲だと国家賠償請求訴訟が起こり、2022年5月25日に最高裁によって違憲判決が言い渡された（在外日本人国民審査権訴訟）。

## 審査対象者
| 告示順 | 氏名     | 年齢 | 任命年月日    | 出身地   | 学歴             | 出身分野       | 指名内閣            | 担当小法廷 |
| ------ | -------- | ---- | ------------- | -------- | ---------------- | -------------- | ------------------- | ---------- |
| 1      | 小池裕   | 66   | 2015年4月2日  | 神奈川県 | 東京大学法学部卒 | 裁判官（29期） | 第3次安倍内閣       | 第一小法廷 |
| 2      | 戸倉三郎 | 63   | 2017年3月14日 | 山口県   | 一橋大学法学部卒 | 裁判官（34期） | 第3次安倍内閣 (2改) | 第三小法廷 |
| 3      | 山口厚   | 64   | 2017年2月6日  | 東京都   | 東京大学法学部卒 | 法学者         | 第3次安倍内閣 (2改) | 第一小法廷 |
| 4      | 菅野博之 | 66   | 2016年9月5日  | 北海道   | 東北大学法学部卒 | 裁判官（32期） | 第3次安倍内閣 (2改) | 第二小法廷 |
| 5      | 大谷直人 | 65   | 2015年2月17日 | 東京都   | 東京大学法学部卒 | 裁判官（29期） | 第3次安倍内閣       | 第一小法廷 |
| 6      | 木澤克之 | 66   | 2016年7月19日 | 東京都   | 立教大学法学部卒 | 弁護士（29期） | 第3次安倍内閣 (1改) | 第一小法廷 |
| 7      | 林景一   | 66   | 2017年4月10日 | 山口県   | 京都大学法学部卒 | 外交官         | 第3次安倍内閣 (2改) | 第三小法廷 |

## 最高裁判決における裁判官の意見
2017年10月22日までの最高裁判決における意見（意見が分かれたものに限定）。
| 判決日         | 裁判                               | 小池 裕  | 戸倉 三郎 | 山口 厚 | 菅野 博之 | 大谷 直人 | 木澤 克之 | 林 景一 |
| -------------- | ---------------------------------- | -------- | --------- | ------- | --------- | --------- | --------- | ------- |
| 2015年11月25日 | 2014年衆院選の一票の格差（2.13倍） | 違憲状態 |           |         |           | 違憲状態  |           |         |
| 2015年12月16日 | 選択的夫婦別姓訴訟の憲法判断       | 合憲     |           |         |           | 合憲      |           |         |
| 2017年9月27日  | 2016年参院選の一票の格差（3.08倍） | 合憲     | 合憲      | 合憲    | 合憲      | 合憲      | 合憲      | 合憲    |

## 国民審査の結果
| 告示順                              | 氏名     | 罷免を 可とする票 | 罷免を 可としない票 | 罷免を 可とする率 |
| ----------------------------------- | -------- | ----------------- | ------------------- | ----------------- |
| 1                                   | 小池裕   | 4,688,017         | 50,083,865          | 8.56%             |
| 2                                   | 戸倉三郎 | 4,303,842         | 50,468,175          | 7.86%             |
| 3                                   | 山口厚   | 4,348,553         | 50,423,434          | 7.94%             |
| 4                                   | 菅野博之 | 4,394,903         | 50,377,132          | 8.02%             |
| 5                                   | 大谷直人 | 4,358,118         | 50,413,894          | 7.96%             |
| 6                                   | 木澤克之 | 4,395,199         | 50,376,858          | 8.02%             |
| 7                                   | 林景一   | 4,089,702         | 50,682,354          | 7.47%             |
| 出典：開票結果（国民審査） - 総務省 |          |                   |                     |                   |

| 投票者数（投票率） | 56,540,295  | 53.34% |
| 棄権者数（棄権率） | 49,450,843  | 46.66% |
| 有権者数           | 105,991,138 | 100.0% |
| 出典：総務省       |             |        |